# Briológia
A briológia (a görög brüon (moha) szóból ered) a botanika egyik résztudomány területe. Ez a tudományág a mohákkal (lombosmohák, májmohák, becősmohák) foglalkozik. A mohász (briológus) olyan ember, aki aktív tudományos érdeklődéssel figyeli meg, gyűjti, osztályozza és kutatja a mohákat.

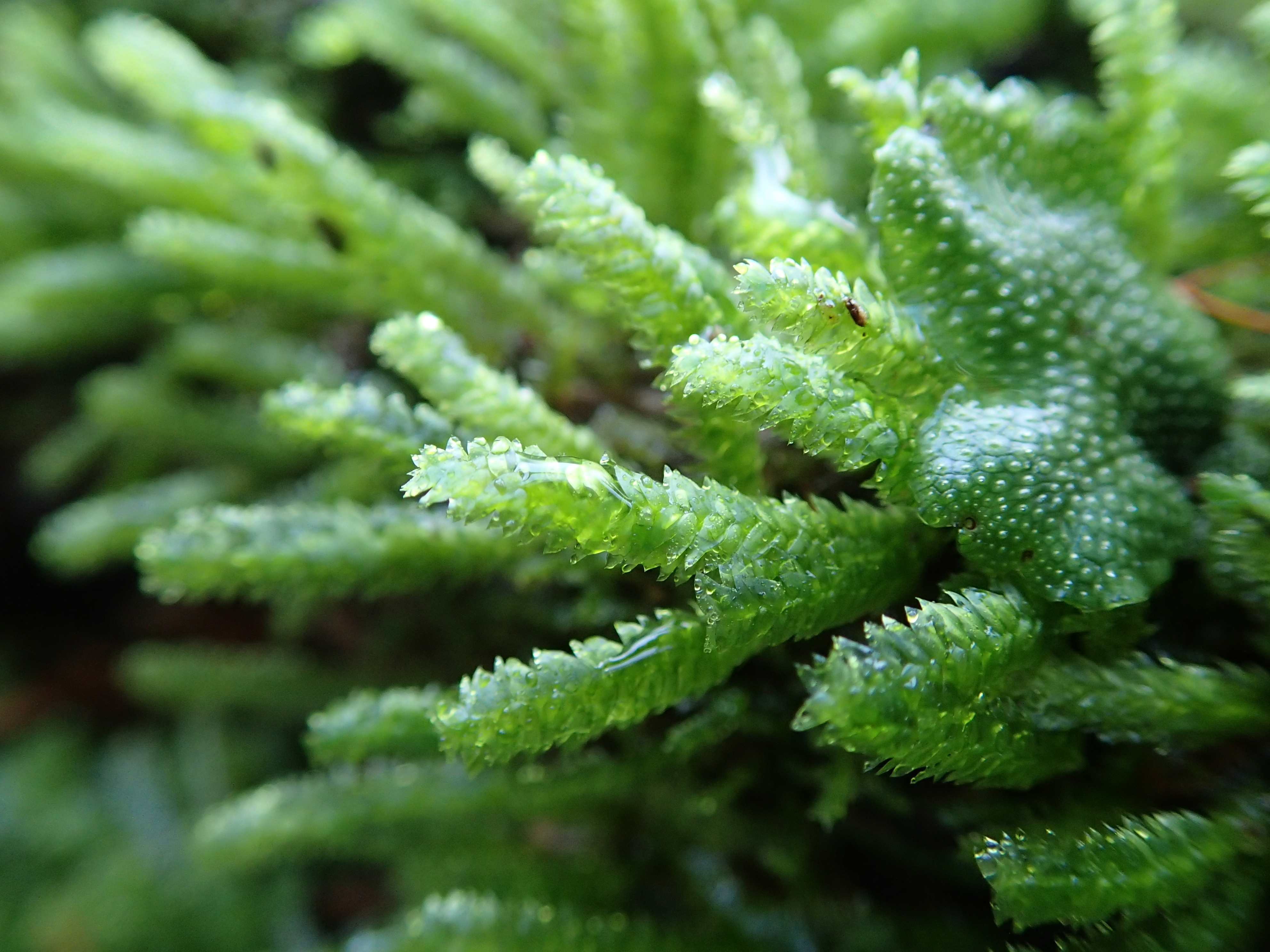
Közönséges mohák Közép-Japánban

## Története
A mohákat először részletesebben a 18. században kezdték vizsgálni. Johann Jacob Dillenius német botanikus (1687-1747), oxfordi professzor 1717-ben írta meg tanulmányát A páfrányok és mohák reprodukciója címmel. Az első teljesen mohászattal foglalkozó munka Johann Hedwigé volt, aki a reproduktív szervek (sporofitonok) alapján fektette le a mohák rendszertani besorolásának az alapjait. Jelenleg is ez a moharendszertan (taxonómia) alapja (1792, Fundamentum historiae naturalista muscorum).
A briológia főbb kutatási területei a rendszertan (taxonómia), az élettan (fiziológia), a molekuláris biológia (DNS-szekvenálás) és az ökológia (kapcsolat más növény- és állatfajokkal). Érdekesség, hogy vannak húsevő mohafajok is.
Világszinten fontosabb briológiai kutatási központok a Bonni Egyetem Németországban, a Helsinki Egyetem Finnországban, illetve a New York-i Botanikus Kert.

## A magyarországi mohakutatás története
A jelentősebb kutatások csak a 20. század elején kezdődtek Magyarországon. Korábbról csak szórványos adataink vannak, illetve a vizsgálatok célpontjában a jelenleg határon kívüli, de mohákban gazdagabb területek álltak (a Kárpátok felvidéki és erdélyi területei). Ebből az időszakból Hazslinszky Frigyes 1885-ben megjelent A magyar birodalom mohaflórája című munkája a legjelentősebb. 
A hazai mohaflóra legaktívabb kutatója Boros Ádám volt, 1953-ban jelent meg Magyarország mohái című határozókönyve.

## Fordítás
Ez a szócikk részben vagy egészben  a   Bryology című angol Wikipédia-szócikk ezen változatának fordításán alapul.  Az eredeti cikk szerkesztőit annak laptörténete sorolja fel. Ez a jelzés csupán a megfogalmazás eredetét és a szerzői jogokat jelzi, nem szolgál a cikkben szereplő információk forrásmegjelöléseként.